# MIDI-редактор
MIDI-редактор — программа, позволяющая создавать, редактировать и сохранять документы в формате MIDI — универсальном формате для хранения и переноса музыки на компьютере (и не только).
Многие MIDI-редакторы позволяют редактировать нотные партии в виде стандартной музыкальной нотации, обладают встроенным проигрывателем, метрономом, возможностью сохранения партитуры в различных звуковых и графических форматах. Большинство редакторов позволяют создавать несколько дорожек и каждой из них присваивать отдельный инструмент, накладывать различные эффекты, регулировать громкость и т. д.
Создание партитур в MIDI-редакторах является довольно трудоёмким делом — нужно прописывать высоту, длительность и другие характеристики каждой ноты. Поэтому многие редакторы обладают встроенными инструментами для создания часто используемых звуковых эффектов, приёмов игры и звукоизвлечения.